# Bataille de Salga
Guerre de Succession du Portugal
La bataille de Salga a eu lieu le 25 juillet 1581 , le long de la baie de Salga et autour de la partie côtière de la paroisse de Vila de São Sebastião, île de Terceira, aux Açores portugaises, entre les forces espagnoles et portugaises. Ces dernières, au nom d'Antoine, prieur de Crato, ont défendu avec succès l'île contre l'union personnelle avec la couronne espagnole, pendant la guerre de succession portugaise.

## Contexte
Après une conquête réussie du royaume du Portugal, Philippe II d'Espagne est confronté à un nouveau conflit avec Antoine, prieur de Crato, l'obligeant à retarder son acclamation et la reconnaissance du prince Diego, son fils, comme héritier et successeur légitime de la Couronne portugaise.
Philippe II avait ouvert la Junta dos Estados (français: Conseil d'État) le 17 avril 1581, dans le but d'établir des garanties à la Couronne portugaise, et afin de faciliter cela, il publia une amnistie pour les personnes impliquées dans le soutien du Prieur de Crato, pendant la crise de succession. Mais, ce n'était pas une amnistie générale et contenait de nombreuses clauses artificielles, que le roi a refusé de modifier, et qui a refusé de pardonner à beaucoup, dont António, le comte de Vimioso, l'évêque de Guarda (fils du comte), ainsi que 52 autres.
Quand il est finalement arrivé à Almada, le roi a été informé de la mauvaise disposition qui existait sur l'île de Terceira envers son règne, et qu'ils avaient refusé d'accepter Ambrósio de Aguiar Coutinho comme nouveau gouverneur. Par conséquent, il a ordonné la préparation d'une armada qui pourrait potentiellement sécuriser l'île de São Miguel, placer les habitants sous l'obéissance de la Couronne et faciliter l'expédition vers les Indes. La flotte, sous le commandement de Pedro de Valdez, reçut l'ordre de prendre Terceira jusqu'à ce que des forces plus importantes puissent être envoyées pour aider au contrôle des Açores. Avec Pedro, Philippe II a envoyé des lettres au gouvernement d'Angra do Heroísmo et des instructions particulières pour les habitants de l'île, qu'avec la paix, les nouvelles restrictions seraient atténuées.

## Armada de Pedro de Valdez
De sa base sur l'île de Santa Maria, Pedro de Valdez attend l'arrivée des renforts du continent, où il entraîne ses équipages, et poursuit les réparations sur la flotte. Au printemps, il quitta Santa Maria avec sept grandes caraques et 1 000 soldats. Sa petite armada est arrivée à São Miguel où il a pris des provisions fournies par le gouverneur Ambrósio de Aguiar Coutinho, et son cousin, Juan de Valdez, qui était chevalier/cavalier a rejoint la flotte. Le groupe comprenait huit galions, une patache et un brûlot, qui était là initialement pour observer ; c'est avec ce détachement qu'ils s'embarquèrent pour Terceira .

### Angra
Le matin du 5 juillet 1581, l'armada apparut à l'horizon, visible depuis la baie d'Angra à l'est. Il y avait une réaction mitigée dans la population à l'arrivée de la flotte, car les habitants de l'île étaient également divisés entre les deux factions. Certains pensaient que la flotte était les partisans d'Antoine de Portugal (il avait demandé de l'aide à Catherine de Médicis) et d'Angleterre, avec une aide très promise, tandis que les nobles restants espéraient qu'elle amènerait les armées de Philippe II à subjuguer l'île et à mettre fin au règne d'Antoine de Portugal. Ses partisans, confiants dans le soutien de leurs alliés, n'étaient pas aussi vigilants que les navires apparaissaient à l'horizon ; leurs espoirs de triomphe et de confiance en leur cause les ont aveuglés sur la véritable nature de la flotte, et ils n'étaient pas préparés à une attaque.
Cela a immédiatement changé lorsque les navires ont traversé devant le port et ont commencé à bombarder la ville et les navires dans le port. À l'époque, la forteresse de Santo António n'existait pas, et les troupes des navires débarquèrent le lendemain matin près de Monte Brasil, confisquèrent un bateau de pêche qui aurait pu servir à alerter les riverains, et renforcèrent leurs positions surplombant la ville par le troisième nuit. Le commandant, Valdez a envoyé une dépêche au gouverneur Ciprião de Figueiredo e Vasconcelos et au reste de la noblesse terrienne, leur ordonnant de se rendre au nom du roi Philippe II, et les informant que le monarque était prêt à leur pardonner leur rébellion et leur fournir avec d'autres faveurs avec la paix du roi. Valdez a finalement noté que s'ils refusaient, il était prêt à envoyer 1 000 soldats pour prendre l'île, sans fournir de quartier à personne.

### Réaction
La plupart des insulaires ont réagi de manière belliqueuse envers les espagnols, voyant les menaces de force et les promesses favorables comme rien de plus que des fanfaronnades. Les Terceirenses, bien que peu nombreux, n'étaient pas intéressés par la réconciliation avec Lisbonne, à moins que leur dirigeant, Antoine de Portugal, ne soit disposé à les accepter. Antoine de Portugal était populaire auprès des habitants de l'île, qui l'ont adopté comme leur souverain et ont juré fidélité. Cette réaction, bien qu'attendue, indiquait également le degré de soutien des insulaires ruraux, et il fut contraint d'attendre dans la baie d'Angra des nouvelles de Philippe II.
Philippe II d'Espagne a entendu parler de l'État de Terceira et de ses personnes à charge, et, à l'exception de São Miguel et de Santa Maria, ses habitants ont rejeté l'installation du nouveau gouverneur qu'il a envoyé dans les îles.
Sans perdre de temps, il prépare et arme quelques navires nécessaires pour conquérir les îles rebelles, sous le commandement de Lopo do Figueiroa, afin de rejoindre la petite flottille de Pedro Valdez. Lorsque Pedro apprit que Lopo était en route et, plus important encore, qu'il était devenu le commandant de la flotte, chargé de conquérir les îles renégats, il fut furieux. Motivé par l'ambition, une victoire potentielle et la gloire qui y est associée, Pedro Valdez décide de débarquer ses forces dans un pâturage utilisé par certaines de ses troupes pour récolter des fruits ou discuter avec les Portugais locaux. Valdez croyait que la tactique suivante mettrait fin à la rébellion : envoyer des troupes pour rejoindre certains de ses hommes sur le continent, prendre Angra et refortifier l'enclave jusqu'à ce que Lopo de Figueiroa arrive en soutien (ce qui était attendu). Il donne des ordres et prépare l'attaque surprise du lendemain.

### Défense de l'île
Les insulaires avaient construit des postes le long de la côte pour surveiller les attaques ennemies ; ces postes étaient gardés par des éléments de la milice locale et, dans certains cas, par des canons . Par conséquent, le matin du 24 juillet, le gouverneur Ciprião do Figueiredo a déterminé que l'ennemi, à cause de quelques mouvements, avait l'intention de créer une tête de pont dans la paroisse de Santo António do Porto Judeu. Il a ordonné à un contingent de la milice sous Domingos Onsel de se rendre dans la région avec 10 piquiers et 20 fantassins armés de mousquets et de se fondre dans la population locale. En outre, le groupe a été chargé de défendre le port et la côte de la Casa da Salga, une zone fréquentée par de nombreux espagnols dans les jours précédant l'attaque.
Onsel et sa milice ont marché d'Angra avec un groupe bien armé et muni de munitions, et ont cru avec arrogance en sa supériorité sur les espagnols non préparés. En conséquence, après son arrivée à Port Judeu, réalisant que la population locale et les défenses côtières étaient adéquates, il renvoya ses 10 piquiers et leur ordonna de retourner à Angra. Craignant les conséquences, le gouverneur a envoyé à Port Judeu un deuxième contingent qui comprenait quelques fantassins et cavaliers ainsi que les nobles Martim Simão de Faria, António de Ornelas Gusmão, Manuel Pires Teixeira, Manuel Gonçalves Salvago, ou Salgado, Pantaleão Toledo, Domingos Fernandes et André Fernandes de Seia. Le groupe, en conseil avec Domingos Onsel, a délibéré que sa meilleure option était de se diviser en petits groupes et de jalonner des points le long de la côte, avec des soldats armés et des membres de la population locale. Chaque équipe s'est dispersée dans une zone d'environ une lieue, du fort de Port Judeu à la baie de Salga, un acte qui a considérablement dispersé leurs forces.

## Bataille
Le matin de la fête de Santiago (25 juillet), trouvant les eaux paisibles et le vent favorable, Pedro de Valdez ordonna aux troupes de partir sur de petites chaloupes et le bateau saisi, avec sa première colonne de 200 hommes bien armés et quelques artillerie. Le plan de Pedro de Valdez était de débarquer ses hommes à la Casa da Salga, dans la vallée de Porto Judeu (à deux kilomètres de Vila de São Sebastião). Comme il l'a reconnu, la baie de Salga était une baie relativement grande avec un chenal profond qui permettait de décharger facilement les hommes et les munitions, et qui s'étendait vers l'intérieur le long de la vallée dans une vaste plaine qui atteignait le Pico de Garcia Ramos (à la limite nord de la paroisse).
Au petit matin, la vigie a sonné l'alarme depuis Ponta dos Coelhos pour avertir que l'ennemi approchait. La cloche a été sonnée par le vicaire Pereira dans le clocher de l'église paroissiale de Santo António pour éveiller les habitants à l'intervention espagnole. Domingos Onsel et ses troupes se reformèrent rapidement, mais arrivèrent trop tard pour empêcher le débarquement espagnol à Port Judeu. Ne trouvant aucune résistance, et dirigés par Pedro de Valdez, les espagnols déchargent leur artillerie et leurs hommes, dont Juan de Bazan (neveu du marquis de Santa Cruz), le neveu du comte d'Alba, et de nombreux autres hommes expérimentés, avancent dans le vallée, tandis que 50 hommes restent en arrière pour défendre la tête de pont.
Alors que la bataille progresse, un petit groupe de défenseurs locaux dirigé par Baltasar Afonso Leonardes arriva dans la vallée et rejoignit la bataille. Pendant ce temps, des caraques de Valdez, 200 autres hommes et armes avaient été déchargés, de sorte que « du jour, il pouvait y avoir sur terre 400 hommes, des gens illustres et de vieux soldats, qui avaient sûrement peur ; et son ordre et sa force illustraient les grands soldats. » Les forces espagnoles se sont étendues dans la plaine de Vale, tandis que les défenseurs se sont rassemblés sur les hauteurs près d'une source et d'un manoir appartenant au fermier Bartolomeu Lourenço, à sa femme Brianda Pereira (fille d'un noble) et à leurs enfants. Brianda a fait l'objet de l'attention espagnole et la maison familiale a été la première conquête de la bataille : son mari a été grièvement blessé avec l'un de ses fils pendant la défense, mais néanmoins arrêté par l'avancée espagnole, alors qu'elle s'échappait. La maison familiale a été saccagée, détruite et le magasin de blé a été saccagé. Mais malheureusement pour les espagnols, elle a su motiver et exhorter les femmes des villages voisins à se tenir aux côtés de leurs hommes dans la défense de l'île . À ce moment-là, Pedro de Valdez avait finalement atteint le rivage, avec le reste de ses 1 000 hommes et campé à la tête de pont.
Vers 9 heures du matin, des renforts sont arrivés d'Angra sous le commandement de Sebastião do Canto, Pedro Cota da Malha, Bernardo de Távora, Gaspar Cavio de Barroso et Francisco Dias Santiago ; des contingents de Praia sous Gaspar Camelo do Rego et Simão de Andrade Machado ; de Vila de São Sebastião Baltasar Afonso (en tant que capitaine-major de la juridiction) et André Gato (capitaine des forces à Porto Judeu) ; un contingent de troupes françaises à bord de la caraque d'António Eschalim ; et de nombreuses autres personnes qui ont grossi leurs rangs à 6 000 combattants. Ce groupe s'avança lentement sur les espagnols dans la plaine et vers la côte. Le capitaine Artur de Azevedo de Andrade est arrivé avec une pièce d'artillerie, marchant le long de la côte vers la tête de pont, avec l'intention de semer la confusion dans les rangs espagnols, mais il a été attaqué et s'est retiré. Les espagnols ont traîné le canon jusqu'à leur camp et ont chanté des chants de victoire, convaincus qu'ils avaient l'avantage, protégés par la tête de pont et l'armada.

### Absence de désertions portugaises
À midi, aucun portugais n'était passé dans le camp espagnol, comme ce dernier l'avait prévu, soit parce que les principaux dirigeants portugais étaient emprisonnés ou repliés dans les montagnes, soit parce qu'ils voyaient la défaite de Valdez et la sienne comme inévitable en raison de son atterrissage risqué.
Voyant le peu qu'il pouvait attendre de son groupe sur terre, la ferveur avec laquelle les portugais combattaient et les pertes croissantes de ses soldats, il se retira à bord de son navire.

### Stratagème du bétail
Dans ce conflit se trouvait le frère Pedro, un ecclésiastique augustin d'Angra (comme ailleurs, les frères de cette île se mêlaient d'affaires militaires), combattant à cheval avec une épée à la main ; voyant le risque dans lequel se trouvaient les portugais, il conseilla au gouverneur Ciprião de Figueiredo de libérer une grande quantité de bovins, en les effrayant sur l'ennemi avec des aiguillons et des tirs d'arquebuse, car ils jetteraient facilement les espagnols dans le désarroi et serviraient d'aide aux portugais .
Comme l'île a toujours été très abondante en bétail de ce genre, les portugais en ont bientôt apporté autant ou plus que le nombre des ennemis, et quand ils sont arrivés, ils les ont mis en ordre, étalés de manière à occuper la largeur et taille du terrain. En voyant le stratagème, l'un des espagnols aurait dit : Vien con ganado, gañados somos ! (« Ils arrivent avec du bétail, nous sommes foutus ! ») .
Eric Lassota von Steblau, un Allemand de Bleischwitz (Pologne moderne) qui a enregistré dans ses mémoires son service sur la flotte des Habsbourg a écrit :

« ...dans un endroit appelé « Porto Judeos »... mais cet homme a lâché contre les espagnols de nombreux bœufs, a brisé leurs rangs, est tombé d'en haut, les a tous exterminés, sans permettre à ceux qui fuyaient vers la mer d'atteindre un navire ou un bateau en nageant ; il a commis de grandes atrocités même contre les morts sur l'île, arrachant les cœurs et coupant les parties nobles pour faire une démonstration publique de tous. »

Beaucoup se jetèrent à la mer, mais comme ils étaient équipés d'armures, ils coulèrent facilement ; d'autres, voulant larguer leurs armes, ne pouvaient le faire si vite qu'ils ne seraient pas tués, sans que les bateaux puissent s'approcher, à cause des nombreux coups de feu qui se faisaient contre eux depuis la terre. Comme les espagnols étaient fatigués de l'escarmouche, sans poudre ni balles, et qu'à ce moment les portugais les attaquaient avec une grande impulsion en suivant le bétail, ils les chargèrent avec tant de fureur et de chance, voyant le mal que les espagnols leur avaient fait, tailladant et brûlant leurs champs, qu'en peu de temps les espagnols furent mis en déroute ; et quand ceux qui étaient en arrière arrivèrent, ils trouvèrent que la bataille s'était calmée, sans que les espagnols aient pu profiter de leur retraite sur la plage, parce qu'ils y avaient été tués inhumainement ; même ceux qui se sont rendus n'ont pas été pardonnés .
Juan de Bazán, neveu du marquis de Sainte Cruz, et un autre neveu du duc d'Albe, ont été tués. Le gouverneur Ciprião de Figueiredo ordonne que tout le monde se retire sur les collines et laisse derrière lui le butin, sous peine de mort. Par cette victoire, non seulement les portugais ont récupéré leur artillerie que les espagnols leur avaient prise en entrant dans l'île, mais ils ont également capturé ce qu'ils avaient apporté, les armes avec lesquelles ils étaient venus, drapeaux et caisses, et à la fin tout ce qu'ils avaient volé aux insulaires. Le jour suivant, 26 juillet, lorsque l'église a célébré la fête de Sainte Anne Ana, à Portalegre, à Porto Judeu, il y a eu de nombreuses fêtes et processions d'action de grâces, pour la victoire obtenue avec la perte de si peu de personnes. Selon António de Herrera, tous les habitants, hommes, femmes et enfants, et tous les ordres religieux, à l'exception des jésuites, sont retournés sur le champ de bataille pour voir et profaner les morts. Enfin, le gouverneur Ciprião de Figueiredo, après avoir enterré les corps qu'il avait conduits avec des véhicules dans une fosse commune, entra triomphalement dans le village de São Sebastião, traînant les drapeaux de l'ennemi, et peu après passa à la ville d'Angra, où il fut reçu avec allégresse.